# Jonathan Firth
Pour les articles homonymes, voir Firth.
Jonathan Firth est un acteur britannique né le 6 avril 1967 à Brentwood en Angleterre.

## Filmographie

### Cinéma
- 1990 : Unmasking Aids
- 1991 : American Friends : Cable
- 1992 : Les Hauts de Hurlevent : Linton Heathcliff
- 1999 : Un mari idéal : Arthur Goring
- 1999 : Truel : Marc Galois
- 2000 : Six-Pack : Blade
- 2002 : La Princesse au petit pois : prince Rollo
- 2003 : Luther : Girolamo Aleander
- 2006 : Locked : Eric Prentice
- 2006 : Le Prince et Moi : Le Mariage royal : Soren
- 2008 : The Chef's Letter : le chef
- 2008 : Le Prince et Moi : Lune de miel à la montagne : Soren
- 2008 : Watchtower : l'immigrant
- 2009 : Albert Schweitzer : Dr David Fuller
- 2012 : Boys on Film 8: Cruel Britannia : le chef
- 2019 : Egerton : un homme
- 2021 : Everything I Ever Wanted to Tell My Daughter About Men : Egerton

### Télévision
- 1990 : Centrepoint : Roland Wareing (4 épisodes)
- 1990 : 24 heures pour survivre : Miriea Sintimbreanu (1 épisode)
- 1991 : Van der Valk : Michael (1 épisode)
- 1992 : Inspecteur Morse : Peter Thornton (1 épisode)
- 1992 : Covington Cross : Richard Grey (13 épisodes)
- 1994 : Middlemarch : Fred Vincy (6 épisodes)
- 1994 : Cadfael : Joscelyn (1 épisode)
- 1994 : Shakespeare: The Animated Tales : Florizel (1 épisode)
- 1995 : Hercule Poirot : Nigel Chapman (1 épisode)
- 1996 : Les Contes de la crypte : Malcolm (1 épisode)
- 1997 : Inspecteur Barnaby : Michael Lacey (1 épisode)
- 1997 : Highlander (1 épisode)
- 1998 : Heat of the Sun : Capitaine Charles Keaton (1 épisode)
- 1999 : Le Monde magique des Leprechauns : Comte Grogan (2 épisodes)
- 2000 : Sydney Fox, l'aventurière : Eric Dalt (1 épisode)
- 2001 : Victoria and Albert : Prince Albert
- 2002 : Meurtres à l'anglaise : Rhys Davies Jones (1 épisode)
- 2003 : Meurtre au champagne : Mark Drake
- 2003 : Le Dernier Jour de Pompéi : Stephanus
- 2006 : Jericho : Ben Loach (1 épisode)
- 2006 : Ghost Whisperer : Edward Pierce (1 épisode)
- 2008 : Flics toujours : Julian Felspar (1 épisode)
- 2010 : Le Prince et Moi : À la recherche de l'éléphant rose : Soren
- 2016 : Father Brown : Rex Bishop (1 épisode)
- 2016 : Holby City : Miles Richardson (1 épisode)
- 2022 : Anatomie d'un scandale : Richard (4 épisodes)